# Nuovissima versione
La Nuovissima versione è una traduzione moderna in lingua italiana e di orientamento cattolico del testo sacro dei cristiani, la Bibbia.  

## Storia e caratteristiche
L'opera è stata frutto di un intenso lavoro dal 1967 al 1980 che ha rilasciato 48 volumi per i tipi delle Edizioni San Paolo, Roma, corredati da ampie e numerose note. Curatore della collana è stato Pasquero Fedele che ha coordinato un ampio gruppo di validi biblisti, tra cui Carlo Maria Martini, Gianfranco Ravasi, Giuseppe Segalla, Ugo Vanni.
Nel 1987 le traduzioni sono state raccolte in un volume unico con note essenziali, dal titolo La Bibbia. Nuovissima versione dai testi originali. Nel 1991 ne è uscita una versione in quattro volumi, con le note integrali: di questi, tre raccolgono il testo biblico e l'ultimo fornisce materiale aggiuntivo. Essa è attualmente pubblicata sotto vari nomi a seconda del formato: Bibbia Tabor (formato tascabile con note e introduzioni essenziali), Bibbia Emmaus (formato standard con ampie note e introduzioni), Bibbia Ebron (edizione in grande formato della Bibbia Emmaus).
Il testo tendenzialmente ricalca con fedeltà i testi originali, riproponendone espressioni e modi di dire che possono suonare come aspre all'orecchio italiano. La diffusione di tale versione in tutte le numerose pubblicazioni della Edizioni San Paolo e delle Edizioni Paoline può creare qualche perplessità tra il pubblico, specialmente quello giovanile, che si trova davanti ad un testo valido ma diverso da quello canonico della CEI. Di converso risulta molto apprezzato dai biblisti per la valida aderenza ai testi originali, tanto da rappresentare un utile confronto con tutte le altre traduzioni in lingua italiana.
Nel 2014 questa versione è stata riveduta ed ampliata con una maggiore attenzione ai dettagli scritturali; tale versione viene definita come Nuova Versione dai Testi Antichi.